# Narella clavata
Narella clavata is een zachte koraalsoort uit de familie Primnoidae. De koraalsoort komt uit het geslacht Narella. Narella clavata werd in 1906 voor het eerst wetenschappelijk beschreven door Versluys. 